# Toneelacademie Maastricht
Toneelacademie Maastricht – szkoła sztuk dramatycznych, zlokalizowana w mieście Maastricht  w Holandii. Jest częścią uniwersytetu Zuyd Hogeschool. Mieści się w dawnym sierocińcu protestanckim, w historycznym Jekerkwartier.

## Znani absolwenci
Szkołę tą ukończyło wielu znanych holenderskich i flamandzkich aktorów, reżyserów, dramaturgów,  scenografów i innych osób związanych z filmem. Uczęszczały do niej takie osoby jak: Bram Bart, Peter Blok, Pierre Bokma, Maxime De Winne, Tijn Docter, Maria Goos, Boris van der Ham, Isa Hoes, Carice van Houten, Fedja van Huêt, Gaite Jansen, Ad van Kempen, Hans Kesting, Melody Klaver, Martijn Lakemeier, Sylvia Millecam, Jérôme Reehuis, Halina Reijn, Matthijs van de Sande Bakhuyzen, Willem van de Sande Bakhuyzen, Ariane Schluter, Gijs Scholten van Aschat, Daan Schuurmans, Johan Simons (także jako profesor), Huub Stapel, Monique van de Ven, Dolf de Vries, Jeroen Willems i wielu innych.